# Керолайн Пірс
Керолайн Пірс (англ. Caroline Pierce) — колишня американська порноакторка, лауреатка премії AVN Awards.

## Біографія
Народилася 12 вересня 1974 року в Лас-Вегасі. Дебютувала в порноіндустрії у 1997 році, у віці 23 років. Перший фільм — Net Dreams (Томас Пейн, Arrow/AFV, 1997). Перша сцена анального сексу — в Big Wet Asses 18. Знялася в понад 290 фільмах, в тому числі для таких студій, як Metro, Arrow, Bang Bros та інших, а також у режисера Родні Мура. Зіграла одну з головних ролей у фільмі Джона Стальяно Fashionistas Safado: The Challenge, отримавши за це в 2007 році AVN Awards в категорії «краща групова сцена (відео)».
У 2009 знову отримала AVN Awards в номінації «найбільш скандальна сцена сексу» за роль у Night of the Giving Head.
Зіграла Андромеду Страндж в порнофільмі жахів Slaughter Disc.
Крім акторської гри, зрежисувала один фільм — Dirty Talk to Me 2002.
Також знімалася під іменами: Carolina, Caroline, Mistress Caroline Pierce.
Пішла з порноіндустрії в 2018 році.

## Нагороди
- 2007 AVN Awards – краща групова сцена, відео – Fashionistas Safado: The Challenge[8]
- 2009 AVN Awards – сама скандальна сцена сексу – Night of the Giving Head[9]
- 2014 — включена в Зал слави Legends of Erotica[10]

## Вибрана фільмографія
- Fashionistas Safado: The Challenge
- Night of the Giving Head